# 54 (число)
54 (пятьдесят четыре) — натуральное число между 53 и 55.

## В математике
- Составное число
- Злое число
- Число харшад
- 254 = 18014398509481984
- Число способов, которыми можно уложить Т-тетрамино на полоске 4х16.
- В диапазоне от 1 до 28 54 простых числа
- Число Лейланда — {\displaystyle 3^{3}+3^{3}}
- Наименьшее число, представимое в виде суммы трёх квадратов тремя способами

## В науке
- Атомный номер ксенона

## В других областях
- 54 год; 54 год до н. э., 1954 год
- ASCII-код символа «6»[1]
- 54 — Код субъекта Российской Федерации и Код ГИБДД-ГАИ Новосибирской области.
- Протяжённость Малого кольца Московской железной дороги, построенного в 1908 году, составляет 54 км.
- Число карт в полной колоде — 54.
- Число клеток у кубика Рубика.
- 54 города составляют своеобразную федерацию идеальной страны Томаса Мора Утопии.
- Возраст, которым представляется ютубер Glad Valakas